# Nikołaj Malcew
Nikołaj Władimirowicz Malcew (ros. Николай Владимирович Мальцев, ur. 20 grudnia 1890?/1 stycznia 1891 we wsi Szoszkary w guberni kazańskiej lub w Kazaniu, zm. 1941) – radziecki polityk i działacz partyjny.

## Życiorys
Urodzony w rodzinie weterynarza, 1909 skończył szkołę realną w Kazaniu, a 1917 Wydział Medyczny Uniwersytetu Moskiewskiego. Od 1908 członek SDPRR, od maja do listopada 1917 żołnierz rosyjskiej armii, od listopada 1917 do czerwca 1918 członek medycznego biura sanitarnego Rady Piotrogrodzkiej, od czerwca 1918 do stycznia 1919 lekarz w Armii Czerwonej. Od stycznia do września 1919 kierownik kazańskiego gubernialnego oddziału ochrony zdrowia, szef sekcji sanitarnej kazańskiego rejonu ufortyfikowanego, od września 1919 do listopada 1920 kierownik syberyjskiego oddziału ochrony zdrowia, w listopadzie-grudniu 1920 kierownik smoleńskiego gubernialnego oddziału ochrony zdrowia. Od stycznia 1921 do listopada 1922 kierownik Zarządu Kurortów Południowego Brzegu Krymu, od grudnia 1922 do lipca 1925 zastępca przewodniczącego Zarządu Zjednoczenia Sanatoriów Moskiewskiego Oddziału Ochrony Zdrowia, od lipca 1925 do 1927 kierownik Wydziału Administracyjnego Ludowego Komisariatu Ochrony Zdrowia RFSRR, od kwietnia 1927 starszy inspektor Ludowego Komisariatu Inspekcji Robotniczo-Chłopskiej ZSRR. Od 19 grudnia 1927 do 26 stycznia 1934 członek Centralnej Komisji Kontrolnej WKP(b), do 1929 kierownik Grupy Ludowego Komisariatu Inspekcji Robotniczo-Chłopskiej ZSRR, od lutego do czerwca 1934 zastępca, później I zastępca szefa Centralnego Zarządu Archiwów przy Centralnym Komitecie Wykonawczym (CIK) ZSRR, 1934-1938 szef Centralnego Zarządu Archiwów przy CIK ZSRR. Od 29 września 1938 do 2 kwietnia 1939 p.o. szefa Głównego Zarządu Archiwów NKWD ZSRR, od kwietnia do lipca 1939 w dyspozycji KC WKP(b), 1939-1941 kierownik sekcji medycznej Zarządu sanatoriów Specjalnego Przeznaczenia Ludowego Komisariatu Ochrony Zdrowia ZSRR, następnie w Armii Czerwonej. Zginął na froncie.